# Administrativní dělení Portugalska
Administrativní dělení Portugalska je celkem složité, existuje zde totiž několik různých administrativně-správních oblastí a distriktů, které disponují různými pravomocemi. Následující text a tabulky zachycují stav v listopadu 2016.
Základem je 308 obcí (portugalsky „Município“ či „Concelho“, možný volný český překlad i výraz „okres“), které se dále dělí do 3092 farností („Freguesia“), které jsou ale civilní, odděleny od církve. Portugalská ústava vydána roku 1976 rozděluje území státu do 2 autonomních území (Azory a Madeira) a 18 distriktů v kontinentální části státu. V roce 2013 byl přijat zákon 75/2013, který zavedl další územně správní jednotky v kontinentálním Portugalsku. Ty jsou nazývané tzv. „Comunidades intermunicipais“ (volný český překlad se dá říct asi jako společenství obcí, je jich tedy celkem 21) a „Áreas metropolitanas“ (2 metropolitní oblasti - Porto a Lisabon).

## Společenství obcí a metropolitní oblasti
Dělení kontinentálního Portugalska do společenství obcí a metropolitních oblastí je popsáno v následující tabulce. Tyto jednotlivé celky zároveň představují statistické regiony na úrovni NUTS 3.

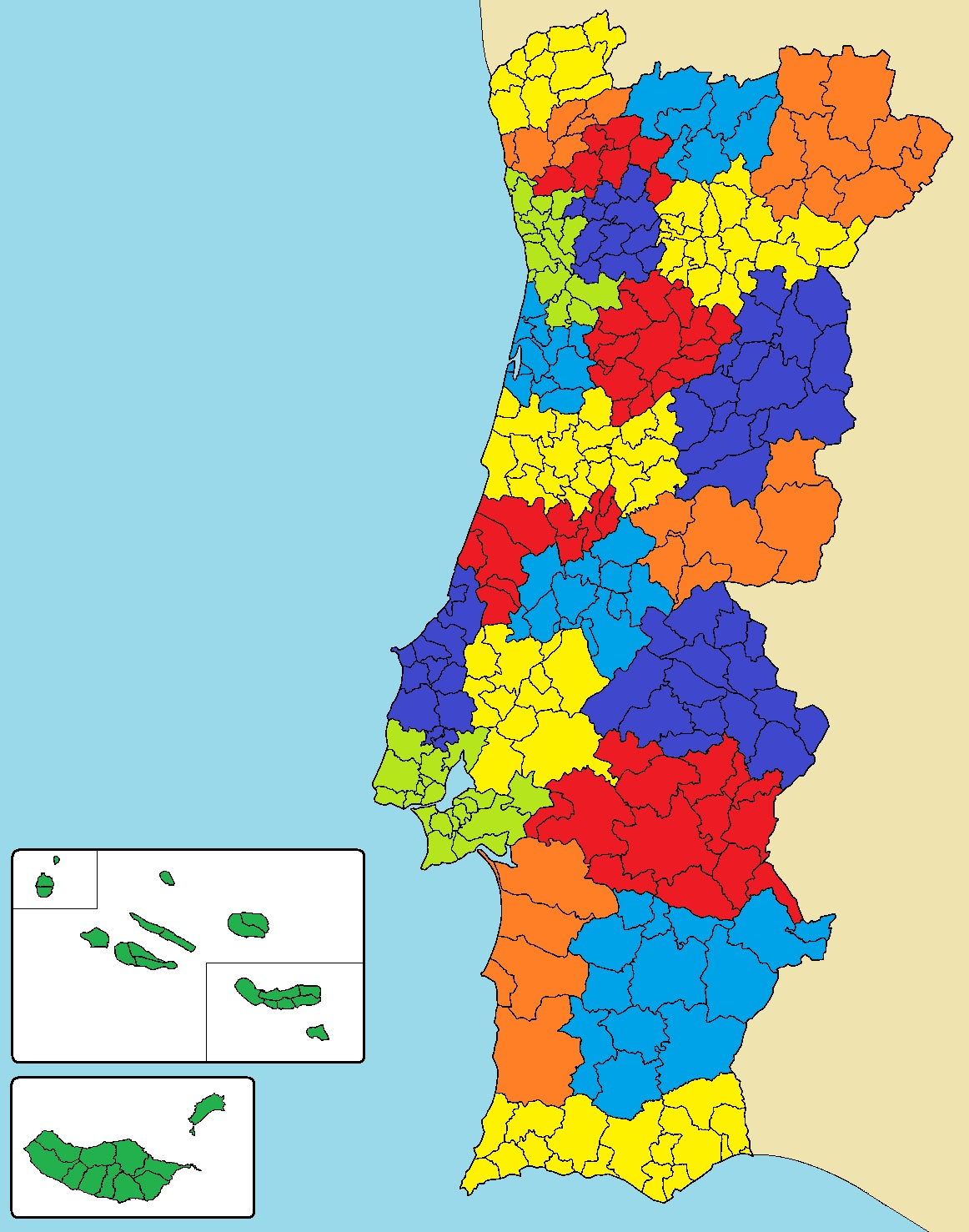
Dělení Portugalska

| Území                        | Správní středisko | Počet obcí | Populace  | Rozloha (km²) | Hustota osídlení (obyv./km²) |
| ---------------------------- | ----------------- | ---------- | --------- | ------------- | ---------------------------- |
| Alentejo Central             | Évora             | 14         | 166 726   | 7 393         | 24                           |
| Alentejo Litoral             | Grândola          | 5          | 97 925    | 5 309         | 19                           |
| Algarve                      | Faro              | 16         | 451 006   | 4 997         | 90                           |
| Alto Alentejo                | Portalegre        | 15         | 118 506   | 6 084         | 18                           |
| Alto Minho                   | Viana do Castelo  | 10         | 244 836   | 2 219         | 110                          |
| Alto Tâmega                  | Chaves            | 6          | 94 143    | 2 922         | 32                           |
| Ave                          | Guimarães         | 8          | 425 411   | 1 451         | 293                          |
| Baixo Alentejo               | Beja              | 13         | 126 692   | 8 543         | 19                           |
| Beira Baixa                  | Castelo Branco    | 6          | 89 063    | 4 615         | 19                           |
| Beiras e Serra da Estrela    | Guarda            | 15         | 236 023   | 6 305         | 37                           |
| Cávado                       | Braga             | 6          | 410 169   | 1 246         | 330                          |
| Douro                        | Vila Real         | 19         | 205 157   | 4 032         | 51                           |
| Lezíria do Tejo              | Santarém          | 11         | 247 453   | 4 275         | 61                           |
| Médio Tejo                   | Tomar             | 13         | 247 331   | 3 344         | 74                           |
| Oeste                        | Caldas da Rainha  | 12         | 362 540   | 2 220         | 163                          |
| Região de Aveiro             | Aveiro            | 11         | 370 394   | 1 693         | 219                          |
| Região de Coimbra            | Coimbra           | 19         | 460 139   | 4 336         | 106                          |
| Região de Leiria             | Leiria            | 10         | 294 632   | 2 449         | 125                          |
| Tâmega e Sousa               | Penafiel          | 11         | 432 915   | 1 832         | 236                          |
| Terras de Trás-os-Montes     | Bragança          | 9          | 117 527   | 5 544         | 21                           |
| Viseu Dão Lafões             | Viseu             | 14         | 267 633   | 3 238         | 83                           |
| Metropolitní oblast Lisabonu | Lisabon           | 18         | 2 821 876 | 2 922         | 970                          |
| Metropolitní oblast Porta    | Porto             | 17         | 1 759 524 | 2 040         | 865                          |

## Distrikty

Portugalské distrikty

Vznik portugalských distriktů se datuje do první poloviny 19. století. Existuje 18 distriktů kontinentálního Portugalska:
- Aveiro
- Beja
- Braga
- Bragança
- Castelo Branco
- Coimbra
- Évora
- Faro
- Guarda
- Leiria
- Lisabon
- Portalegre
- Porto
- Santarém
- Setúbal
- Viana do Castelo
- Vila Real
- Viseu